# Порі
По́рі (фін. Pori Фінською: [ˈpori]; швед. Björneborg [bjœːrneˈborj] ( прослухати); лат. Arctopolis) — одинадцяте за розмірами місто Фінляндії, розташоване на її західному узбережжі. Центр міста розташовано за 16 км від Ботнічної затоки, на берегах річки Кокемяенйокі.
Було засновано в 1558 році Фінляндії герцогом Юганом III. В місті багато[джерело?] історичних будівель.

### Порт
Мореплавство займає важливе місце в розвитку Порі. Пік великих портових інвестицій довівся на другу половину 1990-х років. Модернізований порт Мянтюлуото і його глибока гавань побудовані для обслуговування океанського вантажного мореплавства і є у своїй області першими у Фінляндії.

## Промисловість
Сьогодні[коли?] Порі — промислове, портове й торговельне місто. Численні[джерело?] великі промислові підприємства залишають свій відбиток на загальному обличчі міста.

## Освіта
В Університетському кампусі Порі заснували свої філії університети Турку й Тампере, Технічний університет Тампере й Вища комерційна школа Турку.

## Культура

### Театри
Театр Порі веде свою історію з 1872 року, а будинок (Hallituskatu 14) — найстарша театральна будівля у Фінляндії й вважається[ким?] однією з найкрасивіших у країні. Театр був зведений в 1884 році. В 1974 році добудований. Також в місті існує ще декілька театрів; Театр Конт'акті, Театр Любові та інші.

### Музеї
В місті багато різних музеїв. Найвідоміші: Художній музей, культурно-історичний музей, будинок природи «Арккі»

## Відомі люди
У місті народився фінський фольклорист Антті Аматус Аарне.